# Convento de San Antonio (Mondéjar)
El convento de San Antonio se trata de un complejo localizado en el término municipal de Mondéjar, perteneciente a la provincia de Guadalajara, en la comunidad autónoma de Castilla-La Mancha, España. Incorpora el convento franciscano propiamento dicho y una iglesia.

## Historia y características

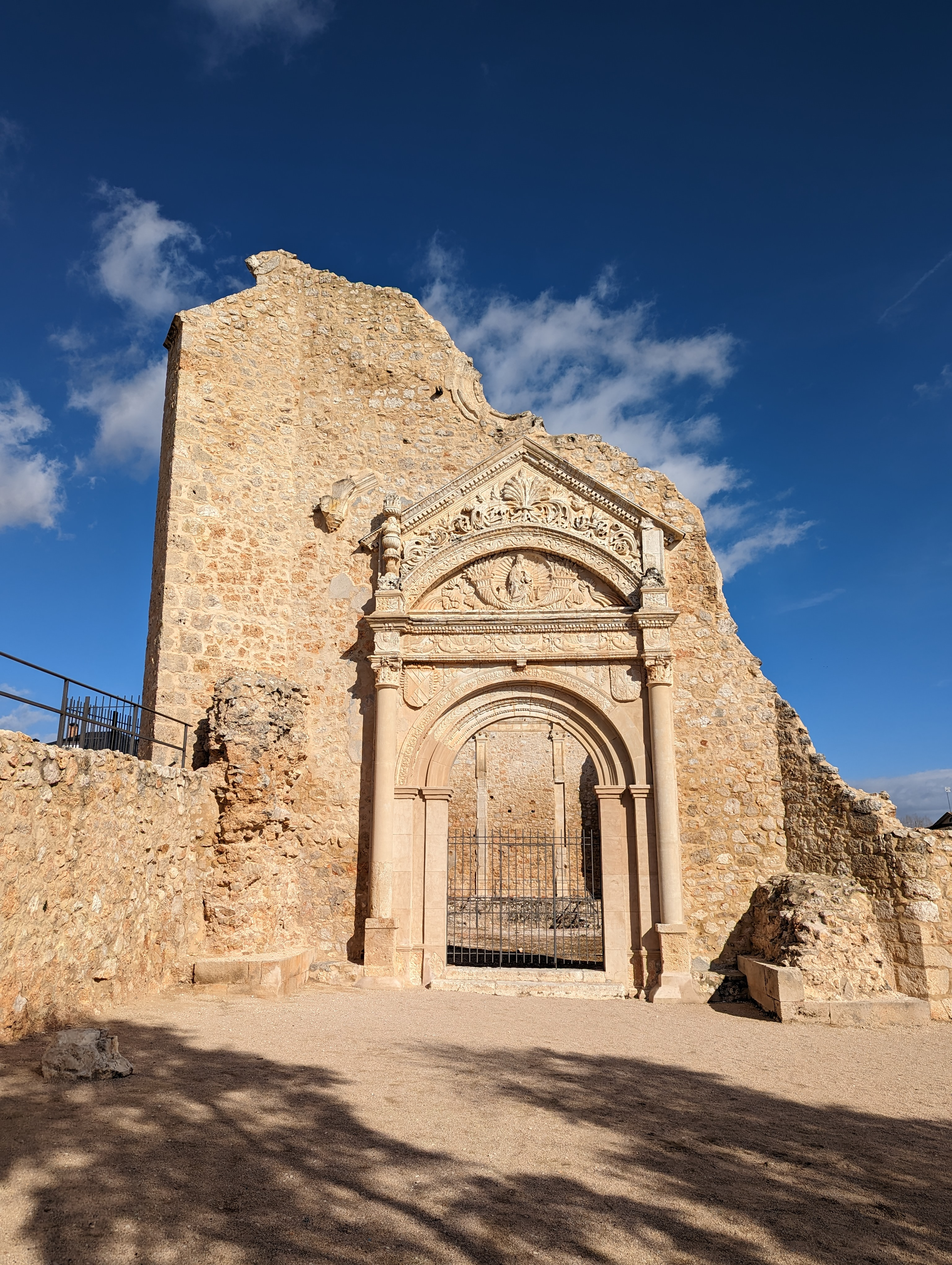
Portada

Atribuida al arquitecto Lorenzo Vázquez, introductor del Renacimiento en España, por encargo del conde de Tendilla, la construcción del convento —fundado en 1489— se remonta a finales del siglo xv (la iglesia es posterior). La desamortización de 1835 conllevó el abandono definitivo del convento por parte de la orden franciscana. Las piedras de la construcción fueron utilizadas en 1916 para la construcción de la plaza de toros de la localidad.
Las ruinas del convento y la iglesia fueron declaradas monumento histórico-artístico —antecedente de la figura de bien de interés cultural— mediante una Real Orden el 18 de enero de 1921.